# زين غري
بيرل زين غري (بالإنجليزية: Zane Grey) (31 يناير 1872 - 23 أكتوبر 1939) هو مؤلف أمريكي وطبيب أسنان اشتهر برواياته الشعبية عن المغامرات والقصص المقترنة بالنوع الغربي في الأدب والفنون، عبر عن مثالية الغرب الأمريكي القديم. يُعد فرسان المريمية البنفسجية (1912) أكثر كتبه مبيعًا.
إلى جانب النجاح التجاري الذي حققته مؤلفاته المطبوعة، كان لكتبه حياة ثانية وتأثير مستمر عندما حُوّلت لأفلام وإنتاجات تلفزيونية. حُوّلت رواياته وقصصه القصيرة إلى 112 فيلمًا، وحلقتين تلفزيونيتين، وسلسلة تلفزيونية بعنوان مسرح زين غري لديك بول.

## السيرة الذاتية

### نشأته
وُلد بيرل زين غري في 31 يناير 1872 في زانيسفيل بولاية أوهايو. يُرجح أنه سُمّي بذلك تيمنًا  بالوصف الذي أطلقته الصحف على ملابس حداد الملكة فيكتوريا، «الرمادي اللؤلؤي». هو رابع أطفال أليس «ألي» جوزفين زين الخمسة، التي هاجر سلفها الإنجليزي الصاحبي، روبرت زين، إلى مستعمرات أمريكا الشمالية في عام 1673، وزوجها لويس م. غري، طبيب أسنان. غيّرت عائلته اسمها الأخير إلى «غري» بعد ولادته. تخلى غري لاحقًا عن اسم بيرل واستخدم زين ليكون اسمه الأول.
نشأ في زانيسفيل، وهي مدينة أسسها جده من الأم، جون ماكنتاير، والذي حصل على الأرض كهدية من جد زين الأكبر، ألبرت زين، وطني أميركي في الحرب الثورية.
كان زين وشقيقه رومر نشطين، وصبيين رياضيين من لاعبي البيسبول وصيادي الأسماك المتحمسين. منذ سن مبكرة، فُتن بالتاريخ. وسرعان ما أصبح مهتمًا بالكتابة. ساهم اهتمامه المبكر بنجاحه اللاحق في مجال الكتابة. على سبيل المثال، أنارت معرفته بالتاريخ رواياته الثلاث الأولى، والتي روت بطولة الأجداد الذين حاربوا في الحرب الثورية الأميركية.
أثناء طفولته، انخرط غري بالكثير من الشجارات العنيفة، وقد يُعزى ذلك لمعاقبة والده له بالضرب المبرح. على الرغم من كون والده سريع الغضب ومعاديًا للمجتمع، كانت أمه المُحبة داعمة له ووجد فيها بديلًا عن الأب. كان مادي ميسر رجلًا مسنًا أيّد حب غري للصيد والكتابة، وتحدث عن مزايا الحياة غير التقليدية. رغم تحذيرات والد غري له بالابتعاد عن ميسر، أمضى الفتى الكثير من الوقت خلال سنواته التأسيسية الخمس بصحبة الرجل المسن.
كان غري قارئًا نهمًا لقصص المغامرات كرواية روبنسون كروزو وسلسلة حكايات جامع الجلود، فضلًا عن الروايات الرخيصة التي تضم بافالو بيل و«ديدوود ديك». فُتن بشدة بالرسامين العظماء، هوارد بايل وفريدريك ريمنجتن، وقلدهما بفجاجة. أُعجب بشكل خاص برواية حدودنا الغربية، والتي تتناول تاريخ من تخوم أوهايو التي ربما ألهمت رواياته الأولى. ألّف زين قصته الأولى، جيم صاحب الكهف، عندما كان في سن 15 عامًا. مزق والده القصة لأشلاء وضربه.
بسبب العار الذي لحق به جراء نكسة مالية حادة في عام 1889 نجمت عن ضعف الاستثمار، نقل لويس غري أسرته من زانيسفيل واستأنف حياته في كولومبوس، أوهايو.  بينما كان والده يناضل لمعاودة ممارسة طب الأسنان، زار زين غري المنازل الريفية، وأجرى عمليات خلع أسنان أساسية، والتي تعلمها من والده. كان غري الأصغر يمارس طب الأسنان حتى تدخل مجلس إدارة الولاية. كسب شقيقه رومر المال بقيادة عربة توصيل. عمل غري أيضًا مرشدًا بدوام جزئي في مسرح ولعب البيسبول الصيفية في نادي كولومبوس كابيتالز، مع تطلعاته بأن يصبح محترفًا. في نهاية المطاف، رصدت كشافة بيسبول غري وتلقى عروض من العديد من الكليات. لفت رومر انتباه الكشافة أيضًا واستمر بمسيرته المهنية في البيسبول.

## وصلات خارجية
- زين غري على موقع IMDb (الإنجليزية)
- زين غري على موقع الموسوعة البريطانية (الإنجليزية)
- زين غري على موقع ألو سيني (الفرنسية)
- زين غري على موقع أول موفي (الإنجليزية)
- زين غري على موقع قاعدة بيانات الأفلام السويدية (السويدية)
- زين غري على موقع إن إن دي بي (الإنجليزية)
- زين غري على موقع قاعدة بيانات الفيلم (الإنجليزية)
- زين غري على موقع كينوبويسك (الروسية)